# Tice (Florida)
Tice es un lugar designado por el censo ubicado en el condado de Lee en el estado estadounidense de Florida. En el Censo de 2010 tenía una población de 4.470 habitantes y una densidad poblacional de 1.382,91 personas por km².

## Geografía
Tice se encuentra ubicado en las coordenadas 26°40′31″N 81°49′2″O / 26.67528, -81.81722. Según la Oficina del Censo de los Estados Unidos, Tice tiene una superficie total de 3.23 km², de la cual 2.85 km² corresponden a tierra firme y (11.78%) 0.38 km² es agua.

## Demografía
Según el censo de 2010, había 4.470 personas residiendo en Tice. La densidad de población era de 1.382,91 hab./km². De los 4.470 habitantes, Tice estaba compuesto por el 51.25% blancos, el 8.57% eran afroamericanos, el 1.32% eran amerindios, el 0.92% eran asiáticos, el 0.2% eran isleños del Pacífico, el 34.36% eran de otras razas y el 3.38% pertenecían a dos o más razas. Del total de la población el 62.24% eran hispanos o latinos de cualquier raza.